# Wiktoryn (Sainte-Croix)
Pour les articles homonymes, voir Wiktoryn.
Wiktoryn est une localité polonaise de la gmina de Ćmielów, située dans le powiat d'Ostrowiec en voïvodie de Sainte-Croix.